# Московский международный кинофестиваль 2010
XXXII Московский международный кинофестиваль проходил с 17 по 26 июня 2010 года. Главный приз фестиваля, «Золотой Святой Георгий», был присуждён венесуэльскому фильму «Брат».
Фестивальные картины демонстрировались в кинотеатрах «Октябрь» и «Художественный», а также в Киноцентре на Красной Пресне; церемонии открытия и закрытия прошли в киноконцертном зале «Пушкинский». Фильмом открытия фестиваля стала картина «Женщина и мужчины» Клода Лелуша, фильмом закрытия — «Необычайные приключения Адель» Люка Бессона.

## Руководство кинофестиваля
- Президент — Никита Михалков
- Генеральный продюсер — Леонид Верещагин
- Генеральный директор — Наталья Сёмина
- Программный директор — Кирилл Разлогов
- Отборочная комиссия — Владимир Дмитриев, Андрей Плахов, Евгения Тирдатова, Пётр Шепотинник
- Директор по связям с общественностью — Пётр Шепотинник

## Жюри

### Жюри основного конкурса
- Люк Бессон, режиссёр, сценарист, продюсер ( Франция) — председатель[1]
- Файт Хайдушка[нем.], продюсер ( Австрия)
- Шарунас Бартас, режиссёр, продюсер, сценарист, актёр ( Литва)
- Каталин Сааведра[исп.], актриса ( Чили)
- Мария Миронова, актриса ( Россия)

### Жюри конкурса «Перспективы»
- Джон Ирвин, режиссёр ( Великобритания) — председатель
- Сергей Овчаров, режиссёр ( Россия)
- Каролина Грушка, актриса ( Польша)

## Программы
В рамках XXXII ММКФ было показано несколько восстановленных с помощью цифровых технологий классических фильмов, среди которых — фильм «Безумный Пьеро», приуроченный к восьмидесятилетию Жан-Люка Годара.
Конкурсные программы:
- Фильм открытия
- Фильм закрытия
- Конкурс
- Перспективы

Внеконкурсные программы:
- Гала-премьеры
- 8 ½ фильмов (поиск новых форм киноязыка)
- «Новая волна» навсегда
- Вокруг света
- Азиатский экстрим
- Секс. Еда. Культура. Слава
- Русский след
- Чеховские мотивы
- Ателье
- Современное кино Чили[3]
- Свободная мысль (программа документального кино)

Ретроспективы:
- Многоликий Люк Бессон
- Клод Шаброль. 8 из 71
- Серджио Леоне. Пересматривая классику
- Акира Куросава — 100

Специальные программы:
- Социалистический авангардизм, часть 3
- Война! (ретроспектива знаменитых военных фильмов, представляющих все воюющие стороны, посвящённая юбилею победы в Великой Отечественной войне).
- Поколение «Ноль» выбирает
- Московская эйфория — выбор ФИПРЕССИ
- Александр Сокуров. Интонация
- Китайское кино. Фрагменты истории (современный китайский мейнстрим и старые классические фильмы)
- Уголок короткого метра
- Сине фантом альтернатива (площадка свободного художественного высказывания)
- Медиа-форум (новые и экспериментальные формы экранной культуры)
- Программа российского кино

## Фильмы-участники

### Основной конкурс
| Название                                          | Режиссёр                                                       | Страна                                           | Год  |
| ------------------------------------------------- | -------------------------------------------------------------- | ------------------------------------------------ | ---- |
| Албанец (Der Albaner)                             | Йоханнес Набер (Johannes Naber)                                | Германия, · Албания                              | 2009 |
| Берлин, Боксагенер платц (Boxhagener Platz)       | Матти Гешоннек (Matti Geschonneck)                             | Германия                                         | 2009 |
| Беса (Besa)                                       | Срджан Каранович (Srdjan Karanović)                            | Сербия · Словения · Франция · Венгрия · Хорватия | 2010 |
| Брат (Hermano)                                    | Марсель Раскин (Marcel Rasquin)                                | Венесуэла                                        | 2010 |
| Вниз по течению (A la deriva)                     | Вентура Понс (Ventura Pons)                                    | Испания                                          | 2010 |
| Воробей (Vorobey)                                 | Юрий Шиллер (Yuri Shiller)                                     | Россия                                           | 2010 |
| Выброшенный на берег моря (Denizden Gelen)        | Несли Чольгечен (Nesli Çölgeçen)                               | Турция                                           | 2010 |
| Дорогая Элис (För kärleken)                       | Отман Карим (Othman Karim)                                     | Швеция                                           | 2010 |
| Как Рай земной (Zemský ráj to na pohled)          | Ирена Павлазкова (Irena Pavlásková)                            | Чехия                                            | 2009 |
| Коул (Cole)                                       | Карл Бессаи (Carl Bessai)                                      | Канада                                           | 2009 |
| Последний донос на Анну (Utolsó jelentés Annáról) | Марта Месарош (Márta Mészáros)                                 | Венгрия                                          | 2009 |
| Разные матери (Despre alte mame)                  | Михай Ионеску (Mihai Ionesku), Тибериу Иордан (Tiberiu Iordan) | Румыния                                          | 2010 |
| Розочка (Rózyczka)                                | Ян Кидава-Блонский (Jan Kidawa-Blonski)                        | Польша                                           | 2010 |
| Следы на песке (Stŭpki v pyasŭka)                 | Ивайло Христов (Ivaylo Hristov)                                | Болгария                                         | 2010 |
| Убийца с камерой (Der Kameramörder)               | Роберт Адриан Пежо (Robert Adrian Pejo)                        | Австрия, · Венгрия, · Швейцария                  | 2010 |
| Фильм-просвещение (Gye-mong Young-hwa)            | Пак Дон Хун (Park Dong-hoon)                                   | Республика Корея                                 | 2009 |
| Это начинается с конца (Ça commence par la fin)   | Михаэль Коэн (Michaël Cohen)                                   | Франция                                          | 2010 |

### Конкурс «Перспективы»
| Название                                               | Режиссёр                                                                   | Страна                                        | Год  |
| ------------------------------------------------------ | -------------------------------------------------------------------------- | --------------------------------------------- | ---- |
| Авиаторша с Казбека (De vliegenierster van Kazbek)     | Инеке Смитс (Ineke Smits)                                                  | Нидерланды, · Бельгия                         | 2010 |
| Бибинур (Bibinur)                                      | Юрий Фетинг                                                                | Россия                                        | 2009 |
| Жизнь рыб (La vida de los peces)                       | Матиас Бисе (Matías Bize)                                                  | Чили                                          | 2010 |
| Жизнь удалась (Lucky Life)                             | Ли Айзек Чун (Lee Isaak Chung)                                             | США                                           | 2009 |
| Любовь и другие демоны (Del amor y otros demonios)     | Хильда Идальго (Hilda Hidalgo)                                             | Коста-Рика, · Колумбия                        | 2010 |
| Организация сновидений (An Organization of Dreams)     | Кен Макмаллен (Ken McMullen)                                               | Великобритания                                | 2009 |
| Постельные сцены (Bedways)                             | РП Каль (RP Kahl)                                                          | Германия                                      | 2010 |
| Похороненная страна (Buried Land)                      | Джеффри Алан Роудс (Geoffrey Alan Rhodes), Стивен Иствуд (Steven Eastwood) | США, · Босния и Герцеговина, · Великобритания | 2010 |
| Раз, два, три, четыре, семь (7X — lika barn leka bäst) | Эмиль Юнсвик (Emil Jonsvik)                                                | Швеция                                        | 2010 |
| Реверс (Rewers)                                        | Борыс Ланкош (Borys Lankosz)                                               | Польша                                        | 2009 |

### Внеконкурсные программы

#### «Свободная мысль» — программа документальных шедевров
| Фильм                                                                   | Оригинальное название             | Режиссёр                                  | Страна                                           |
| ----------------------------------------------------------------------- | --------------------------------- | ----------------------------------------- | ------------------------------------------------ |
| Бухта                                                                   | The Cove                          | Луи Психойос                              | США                                              |
| Согласные на все наводят порядок в мире                                 | The Yes Men Fix the World         | Энди Бихльбаум, Майк Бонанно, Курт Энгфер | США                                              |
| Пианомания                                                              | Pianomania                        | Роберт Цибис, Лилиан Франк                | Германия, · Австрия                              |
| До востребования                                                        | Poste Restante                    | Марцель Лозинский                         | Польша                                           |
| Химия                                                                   | Chemo                             | Павел Лозинский                           | Польша                                           |
| Самый опасный человек в Америке: Даниэль Эллсберг и документы Пентагона | The Most Dangerous Man in America | Джудит Эрлих, Рик Голдсмит                | США                                              |
| Игрок                                                                   | The Player                        | Джон Аппель                               | Нидерланды                                       |
| Мы живём на людях                                                       | We Live In Public                 | Онди Тимонер                              | США                                              |
| Ещё один идеальный мир                                                  | Another Perfect World             | Фемке Волтинг, Йорин ван Нес              | Нидерланды                                       |
| Рестрепо                                                                | Restrepo                          | Тим Хетерингтон, Себастьян Юнгер          | США                                              |
| Безумная жизнь                                                          | La vida loca                      | Кристиан Поведа                           | Франция, · Испания, · Мексика                    |
| Незаконченный фильм                                                     | A Film Unfinished                 | Яэль Херсонски                            | Израиль, · Германия                              |
| Женщина с пятью слонами                                                 | The Woman with the Five Elephants | Вадим Ендрейко                            | Швейцария, · Германия                            |
| Танец — Балет Парижской Оперы                                           | La Danse — The Paris Opera Ballet | Фредерик Уайзман                          | Франция, · США                                   |
| Океаны                                                                  | Oceans                            | Жак Перрен                                | Франция, · Швейцария, · Испания, · Монако, · США |
| Последний сценарий                                                      | The Last Screenplay               | Хавьер Эспада, Гайзка Уррести             | Испания                                          |
| Снежный зверёк                                                          | Lumikko                           | Мийя Терво                                | Финляндия                                        |
| Железные вороны                                                         | Iron Crows                        | Бон Нам Пак                               | Республика Корея                                 |
| Свалка                                                                  | Waste Land                        | Люси Уокер                                | Бразилия, · Великобритания                       |
| Последний поезд домой                                                   | Last Train Home                   | Лисинь Фань                               | Канада, · Китай                                  |
| Крепость                                                                | La forteresse                     | Фернан Мельгар                            | Швейцария                                        |
| Бананы!*                                                                | Bananas!*                         | Герттен, Фредрик                          | Швейцария, · Нидерланды, · Испания               |
| От Арарата до Сиона                                                     | From Ararat To Zion               | Эдгар Багдасарян                          | Армения                                          |

## Награды фестиваля
- «Золотой Святой Георгий» — Главный приз за лучший фильм:

«Брат», Венесуэла (реж. Марсель Раскин)
- Специальный приз жюри «Серебряный Георгий»:

«Албанец», Германия, Албания (реж. Йоханнес Набер)
- Приз «Серебряный Георгий» за лучшую режиссёрскую работу:

Ян Кидава-Блонский («Розочка», Польша)
- Приз «Серебряный Георгий» за лучшее исполнение мужской роли:

Ник Хелилай («Албанец», Германия, Албания)
- Приз «Серебряный Георгий» за лучшее исполнение женской роли:

Вильма Цибулкова («Как Рай земной», Чехия)
- Приз «Серебряный Георгий» за лучший фильм конкурса «Перспективы»:

«Реверс», Польша (реж. Борыс Ланкош)
- Приз за вклад в мировой кинематограф:

режиссёр и сценарист Клод Лелуш, Франция
- Специальный приз «За покорение вершин актёрского мастерства и верность принципам школы К. С. Станиславского»:

актриса Эммануэль Беар, Франция
- Приз зрительских симпатий:

«Брат», Венесуэла (Марсель Раскин)
- Приз жюри Международной федерации кинопрессы (ФИПРЕССИ) за лучший фильм основного конкурса:

«Как Рай земной», Чехия (реж. Ирена Павлазкова)